# Videojoc de curses

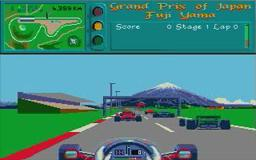
Videojoc Vroom desenvolupat i copublicat per Daniel Macré i la companyia Lankhor el 1991.

Un videojoc de curses (o també videojoc de carreres) és un gènere de videojoc en el qual la característica principal és la competició entre vehicles. Gairebé sempre l'objectiu és recórrer certa distància o anar d'un lloc cap a un altre en el menor temps possible, com en l'automobilisme i el motociclisme (els quals generalment són imitats). A pesar que existeixen jocs de taula així, el terme generalment es refereix a videojocs.

## Tipus de videojocs de curses

### Simuladors de curses

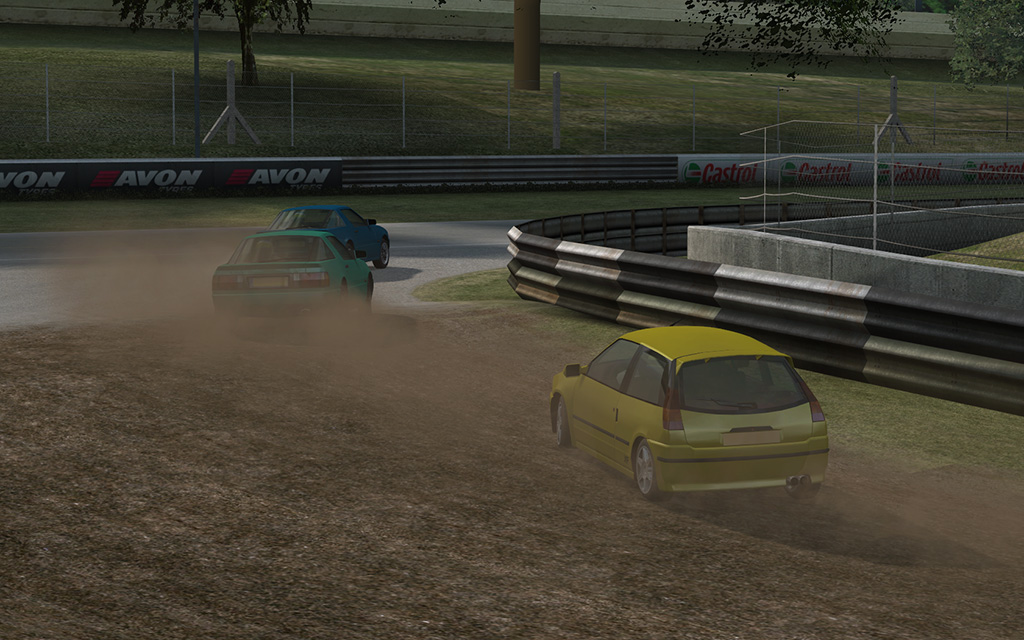
Videojoc que imita el realisme de les curses de cotxes.

Alguns jocs de carreres imiten amb realisme els vehicles reals. Aquests simuladors de carreres calculen per exemple el recorregut físic de la suspensió, el treball del motor i la fricció dels pneumàtics amb la pista. Cada any aquests videojocs simulen millor a la realitat, pel que competeixen entre ells per a veure quin és el més realista.
Alguns videojocs tenen llicències oficials de competicions reals, com la sèrie Grand Prix, el World Rally Championship i la Fórmula 1 Arxivat 2009-06-16 a Wayback Machine.. Uns altres simplement presenten centenars de vehicles, com el Gran Turismo, el TOCA Race Driver, el Forza Motorsport 2 o el Enthusia Professional Racing. Diversos videojocs de curses s'especialitzen en cert tipus d'automòbils, com el Grand Prix Legends (Fórmula 1 dels anys 60), les sagues Nascar (d'Electronic Arts, Papyrus i Hasbro), o Richard Burns Rally (simulador de ral·li).
Alguns estan especialment dissenyats per a jugar en línia contra rivals d'altres països, i fins i tot poden ser modificats, com el Live for Speed (en el qual està en català), el GT Legends Arxivat 2007-04-20 a Wayback Machine. (vehicles GT dels anys 60 i 70), el GTR (simulador de FIA GT) o el Racer. Hi ha un simulador de curses de codi obert actualment en desenvolupament, el Motorsport.

### Semi-simuladors de curses
Certs videojocs sacrifiquen una mica el realisme per a arribar a l'abast de més jugadors, que no sempre esperen perfeccionisme. Alguns exemples són el gameid=1753 TOCA Race Driver Arxivat 2011-05-17 a Wayback Machine. i el Colin McRae Rally Arxivat 2005-04-26 a Wayback Machine..

### Videojocs de cursesarcade(recreatius)
Per altra banda, molts d'aquests videojocs s'enfoquen a passar una bona estona corrent una cursa. La simulació dels vehicles (acceleració, velocitat, adherència, xocs) i les pistes són irreals o fins i tot fantàstiques. Alguns exemples són les sagues Midnight Club, Need for Speed, Project Gotham Racing, Burnout, Cruis'n, Mario Kart, Out Run i Test Drive.

### Videojocs de karts
Es coneix que els jocs de curses de karts tenen una mecànica simplificada de conducció, a la vegada que s'hi afegeixen obstacles, dissenys de pistes inusuals i diversos elements d'acció. Els jocs de karts també són coneguts per emetre personatges coneguts de diverses sèries de dibuixos animats o jocs de plataformes com a conductors de vehicles "descarats". Els jocs de carreres de kart tenen una experiència més arcade que altres jocs de carreres i solen oferir modes en què els personatges jugadors poden disparar projectils l'un a l'altre o recollir power-ups. Normalment, en aquests jocs, els vehicles es mouen més com a karts, sense palanca de canvi i pedal d'embragatge.
Crashing Race (1976) va ser el primer joc a incloure el combat de cotxes. El joc també va ser més lent que altres jocs de carreres de l'època a causa de les limitacions del maquinari, cosa que va fer que els desenvolupadors utilitzessin un tema del kart del joc. Des de llavors, s'han publicat més de 50 jocs de carreres de karts amb personatges des de Nicktoons al Mario Kart.

## Llista cronològica
- 1974

Gran Trak 10 (Atari Games)
- 1976

Night Driver (Atari Games)
Sprint 2 (Atari Games)
- 1977

Sprint 4 (Atari Games)
- 1982

Pole Position (Namco)
- 1983

Pole Position 2 (Namco)
- 1984

Excitebike (Nintendo)
TX-1 (Atari)
- 1985

Hang-On (Sega)
- 1986

Championship Sprint (Atari Games)
Out Run (Sega)
Super Sprint (Atari Games)
- 1987

Crazy Cars (Titus)
Famicom Grand Prix: F1 Race
Final Lap (Namco)
- 1988

Chase HQ (Taito)
Continental Circus (Taito)
Famicom Grand Prix II: 3D Hot Rally
Hard Drivin' (Atari Games)
Power Drift (Sega)
- 1989

Badlands (Atari Games)
Chase HQ 2 (Taito)
Crazy Cars 2 (Titus)
Stunt Car Racer (Microprose)
Stunts (Broderbund)
Super Monaco Grand Prix (Sega)
Winning Run (Namco
- 1990

F-Zero
- 1991

Final lap 2 (Namco)
F1 Exhaust Note (Sega)
Rad Mobile (Sega)
- 1992

Crazy Cars 3 (Titus)
Final Lap 3 (Namco)
Red Zone (Psygnosis)
Super Chase (Taito)
Super Mario Kart (Nintendo)
Top Gear
Virtua Racing (Sega)
- 1993

Out runners (Sega)
Ridge Racer (Namco)
- 1994

Cruis'n USA (Midway)
Daytona USA (Sega)
Motor Toon Grand Prix
Sega Rally Championship (Sega)
Need for Speed (Electronic Arts)
Unirally (Nintendo)
- 1995

Formula 1(Psygnosis)
Rave Racer (Namco)
Wipeout (Psygnosis)
- 1996

Cruis'n World (Midway)
San Francisco Rush (Atari)
Scud Race (Sega)
Wave Race 64 (Nintendo)
- 1997

Diddy Kong Racing
Formula One 97 (Psygnosis)
Fun Tracks (Virgin)
POD (Ubisoft)
- 1998

DaytonaUSA 2 (Sega)
Gran Turismo (Sony)
Sega Rally 2 (Sega)
TOCA Touring Car (Codemasters)
V-Rally (Infogrames)
F-Zero X (Nintendo)
- 1999

Battle Gear (Taito)
Cruis'n Exotica (Midway)
Star Wars Episode 1: Racer (LucasArts)
- 2000

Midnight Club: Street Racing (Rockstar Games)
Colin McRae Rally 2.0 (Codemasters)
F355 Challenge (Sega)
Gran Turismo 2 (Sony)
Metropolis Street Racer (Sega)
Midtown Madness 2
San Francisco Rush 2049 (Atari)
- 2001

Gran Turismo 3 (Sony)
F-Zero: Maximum Velocity (Nintendo)
- 2002

Rallisport Challenge (Microsoft)
- 2003

Midnight Club II (Rockstar Games)
Crash Nitro Kart (Universal Interactive)
F-Zero GX (Nintendo)
Mario Kart : Double Dash (Nintendo)
Out Run 2 (Sega)
Trackmania (Focus Home Interactive)
V-Rally 3 (Atari)
F-Zero: GP Legend
- 2004

Flat-Out (BugBear Entertainment)
Burnout 3: Takedown (Electronic Arts)
F-Zero Climax
- 2005

Midnight Club 3: DUB Edition (Rockstar Games)
Burnout Revenge (Electronic Arts)
Gran Turismo 4 (Sony)
TrackMania Sunrise (Focus Home Interactive)
Mario Kart Arcade GP
Mario Kart DS (Nintendo)
Project Gotham Racing 3 (Microsoft)
Richard Burns Rally
- 2006

Flat-Out 2 (Empire Interactive)
Formula One Championship Edition (Sony)
MotorStorm (Sony)
Ridge Racer 6 (Namco Bandai)
Ridge Racer 7 (Namco Bandai)
Toca Race Driver 3 (Codemasters)
Tourist Trophy (Sony)
TrackMania Nations ESWC (Focus Home Interactive)
- 2008

Midnight Club: Los Angeles (Rockstar Games)
Midnight Club: L.A. Remix (Rockstar Games)